# Opolanie (plemię)

Lokalizacja plemion śląskich w IX i X wieku

Opolanie – plemię słowiańskie należące do grupy Słowian zachodnich. Zamieszkiwało tereny nad górną Odrą, głównym ich grodem było Opole. 
Wzmiankowani w połowie IX wieku w tzw. Geografie Bawarskim. Wymieniani wśród 6 innych plemion śląskich, obok Dziadoszan, Ślężan, Gołęszyców, Bobrzan, Trzebowian i Głupczyców.
Według Geografa Bawarskiego władali 20 grodami na Górnym Śląsku. Przypuszcza się, że ewentualnym miejscem kultu plemiennego Opolan mogła być Góra Świętej Anny. Terytoria Opolan zostały prawdopodobnie włączone do kraju czeskich Przemyślidów w poł. X w.
Kilkadziesiąt lat później kraj Opolan zajął Mieszko I włączając go do tworzonego państwa polskiego.
Nazwa "Opolanie" pochodzi od słowiańskiego słowa "opole", co znaczyło pewną formę samorządu w grodzie. (Od plemienia Opolanie pochodzi nazwa dzisiejszego miasta – Opola). W skład "opola" wchodziło 10 osób – członków starszyzny plemiennej, które zarządzały grodem. Na tzw."Opolszczyźnie" znajdowało się 20 grodów Opolan m.in. w Toszku czy w Opolu.